# Jacques-René Fiechter
Pour les articles homonymes, voir Fiechter.
Le poète suisse Jacques-René Fiechter a vu le jour, le 30 juillet 1894, à Villeret (Suisse) et mort le 23 juillet 1981 à Genève.

## Biographie
Après des études à l'École normale de Porrentruy et un bref passage dans l'enseignement primaire, il entreprend des études de lettres à l'université de Lausanne. Il est successivement directeur de l'école suisse d'Alexandrie (Égypte) et professeur à l'université de cette même ville. Il crée et anime le Journal suisse d'Égypte et du Proche-Orient.
Revenu en Suisse en 1950, il fut l'un des promoteurs de l'Alliance culturelle romande. Jacques-René Fiechter meurt en 1981. Ses principales œuvres sont Les chansons à Miane, 1916 ; Gammes et préludes, 1930 ; Le Rosaire estival, 1932 ; Les Chants du Carmel, 1935 ; Contrepoint, 1955 ; Quarante chants d'arrière-automne, 1962 ; Lieds et chants du Jura, 1978.